# Tephrina prionogyna
Tephrina prionogyna là một loài bướm đêm trong họ Geometridae.